# ジャック・ハーマンソン
ジャック・ハーマンソン（Jack Hermansson、1988年6月10日 - ）は、スウェーデンの男性総合格闘家。ヴェストラ・イェータランド県ウッデヴァッラ出身。ノルウェー・オスロ在住。フロントライン・アカデミー所属。元Cage Warriorsミドル級王者。ジャック・ヘルマンソンとも表記される。

## 来歴
9歳からアマチュアレスリングを始める。18歳からムエタイと総合格闘技のトレーニングをはじめた。19歳の時、仕事を探すためにノルウェーの首都オスロに移住し、ヨアキム・ハンセンのジム「チーム・ヘルボーイ」で数年トレーニングを積んだ後に、フロントライン・アカデミーへ移籍した。
2010年、プロ総合格闘技デビュー。BellatorやCage Warriorsなどの団体に参戦し、Cage Warriorsでミドル級王座を獲得した。

### UFC
2016年9月3日、UFC初戦となったUFC Fight Night: Arlovski vs. Barnettでスコット・アスカムと対戦し、3-0の判定勝ち。
2017年10月28日、UFC Fight Night: Brunson vs. Machidaでミドル級ランキング15位のチアゴ・サントスと対戦し、スタンドパンチ連打からのパウンドで1RTKO負け。
2019年3月30日、UFC on ESPN: Barboza vs. Gaethjeでミドル級ランキング11位のデヴィッド・ブランチと対戦し、試合開始49秒にギロチンチョークで一本勝ち。パフォーマンス・オブ・ザ・ナイトを受賞した。
2019年4月27日、UFC Fight Night: Jacaré vs. Hermanssonでミドル級ランキング4位のホナウド・ジャカレイと対戦し、3-0の5R判定勝ち。肺炎で欠場したヨエル・ロメロの代役として約3週間前のオファーを受けての試合であった。
2019年9月28日、UFC Fight Night: Hermansson vs. Cannonierでミドル級ランキング9位のジャレッド・キャノニアと対戦し、タックルを仕掛けた際にカウンターの右アッパーでダウンを奪われ、パウンドで2RTKO負け。
2020年7月19日、UFC Fight Night: Figueiredo vs. Benavidez 2でミドル級ランキング7位のケルヴィン・ガステラムと対戦し、ヒールフックで1R一本勝ち。
2020年12月5日、UFC on ESPN: Hermansson vs. Vettoriでミドル級ランキング12位のマーヴィン・ヴェットーリと対戦し、0-3の5R判定負け。敗れはしたものの、ファイト・オブ・ザ・ナイトを受賞した。当初はミドル級ランキング6位のダレン・ティルと対戦予定であったが、ティルの負傷欠場によりケビン・ホランドとの対戦に変更されるが、今度はホランドが新型コロナウイルスに感染し試合を欠場したため、最終的にヴェットーリと対戦した。
2021年5月22日、UFC Fight Night: Font vs. Garbrandtでミドル級ランキング10位のエドメン・シャバージアンと対戦し、3-0の判定勝ち。
2022年2月5日、UFC Fight Night: Hermansson vs. Stricklandでミドル級ランキング7位のショーン・ストリックランドと対戦し、1-2の5R判定負け。
2024年2月10日、UFC Fight Night: Hermansson vs. Pyferでジョー・パイファーと対戦し、3-0の5R判定勝ち。

## 戦績
| 総合格闘技 戦績 | 総合格闘技 戦績 | 総合格闘技 戦績 | 総合格闘技 戦績 | 総合格闘技 戦績 | 総合格闘技 戦績 | 総合格闘技 戦績 |
| --------------- | --------------- | --------------- | --------------- | --------------- | --------------- | --------------- |
| 33 試合         | (T)KO           | 一本            | 判定            | その他          | 引き分け        | 無効試合        |
| 24 勝           | 11              | 6               | 7               | 0               | 0               | 0               |
| 9 敗            | 4               | 2               | 3               | 0               | 0               | 0               |

| 勝敗 | 対戦相手                     | 試合結果                           | 大会名                                                          | 開催年月日     |
| ×    | グレゴリー・ホドリゲス       | 1R 4:21 KO（左フック）             | UFC 317: Topuria vs. Oliveira                                   | 2025年6月28日  |
| ○    | ジョー・パイファー           | 5分5R終了 判定3-0                  | UFC Fight Night: Hermansson vs. Pyfer                           | 2024年2月10日  |
| ×    | ロマン・ドリーゼ             | 2R 4:06 TKO（パウンド）            | UFC on ESPN 42: Thompson vs. Holland                            | 2022年12月3日  |
| ○    | クリス・カーティス           | 5分3R終了 判定3-0                  | UFC Fight Night: Blaydes vs. Aspinall                           | 2022年7月23日  |
| ×    | ショーン・ストリックランド   | 5分5R終了 判定1-2                  | UFC Fight Night: Hermansson vs. Strickland                      | 2022年2月5日   |
| ○    | エドメン・シャバージアン     | 5分3R終了 判定3-0                  | UFC Fight Night: Font vs. Garbrandt                             | 2021年5月22日  |
| ×    | マーヴィン・ヴェットーリ     | 5分5R終了 判定0-3                  | UFC on ESPN 19: Hermansson vs. Vettori                          | 2020年12月5日  |
| ○    | ケルヴィン・ガステラム       | 1R 1:18 ヒールホールド             | UFC Fight Night: Figueiredo vs. Benavidez 2                     | 2020年7月19日  |
| ×    | ジャレッド・キャノニア       | 2R 0:27 TKO（右アッパー→パウンド） | UFC Fight Night: Hermansson vs. Cannonier                       | 2019年9月28日  |
| ○    | ホナウド・ジャカレイ         | 5分5R終了 判定3-0                  | UFC Fight Night: Jacaré vs. Hermansson                          | 2019年4月27日  |
| ○    | デヴィッド・ブランチ         | 1R 0:49 ギロチンチョーク           | UFC on ESPN 2: Barboza vs. Gaethje                              | 2019年3月30日  |
| ○    | ジェラルド・マーシャート     | 1R 4:25 ギロチンチョーク           | UFC on FOX 31: Lee vs. Iaquinta 2                               | 2018年12月15日 |
| ○    | ターレス・レイチ             | 3R 2:10 TKO（パウンド）            | UFC 224: Nunes vs. Pennington                                   | 2018年5月12日  |
| ×    | チアゴ・サントス             | 1R 4:59 TKO（パウンド）            | UFC Fight Night: Brunson vs. Machida                            | 2017年10月28日 |
| ○    | ブラッド・スコット           | 1R 3:50 TKO（パウンド）            | UFC Fight Night: Pettis vs. Moreno                              | 2017年8月5日   |
| ○    | アレックス・ニコルソン       | 1R 2:00 TKO（パウンド）            | UFC Fight Night: Gustafsson vs. Teixeira                        | 2017年5月28日  |
| ×    | セザール・フェレイラ         | 2R 2:11 肩固め                     | UFC Fight Night: Bader vs. Nogueira 2                           | 2016年11月19日 |
| ○    | スコット・アスカム           | 5分3R終了 判定3-0                  | UFC Fight Night: Arlovski vs. Barnett                           | 2016年9月3日   |
| ○    | アイリーナス・チョレナ       | 3R 1:05 TKO                        | Venator FC 3                                                    | 2016年5月23日  |
| ○    | アラン・カルロス             | 3R 4:45 KO                         | Cage Warriors FC 75                                             | 2016年4月15日  |
| ○    | マイェイ・ロザンスキー       | 5分3R終了 判定3-0                  | Venator FC 2                                                    | 2015年12月12日 |
| ○    | カルロス・ベモラ             | 1R 2:08 腕ひしぎ十字固め           | Warrior Fight Series 4 【WFSミドル級タイトルマッチ】            | 2015年8月1日   |
| ○    | デヤン・トパルスキー         | 1R 4:09 TKO                        | Cage Warriors FC 71 【CWFCミドル級タイトルマッチ】              | 2014年8月22日  |
| ○    | ノーマン・パレイシー         | 4R 4:49 リアネイキドチョーク       | Cage Warriors FC 69 【CWFCミドル級タイトルマッチ】              | 2014年6月7日   |
| ○    | イオン・パスク               | 5分3R終了 判定3-0                  | Cage Warriors FC: Fight Night 11                                | 2014年4月18日  |
| ○    | エノック・ソルブス・トーレス | 3R 4:36 TKO                        | Cage Warriors FC 66                                             | 2014年3月22日  |
| ×    | ジェイソン・ブッチャー       | 1R 2:24 三角絞め                   | Bellator 93                                                     | 2013年3月21日  |
| ×    | ダニエル・ビスカヤ           | 5分3R終了 判定1-2                  | Bellator 84                                                     | 2012年12月14日 |
| ○    | マイク・リン                 | 1R 3:30 KO                         | Cage Warriors: Fight Night 2                                    | 2011年9月8日   |
| ○    | アンドール・フィロ           | 1R 0:28 KO                         | World FC 2: Bad Boys                                            | 2011年7月9日   |
| ○    | アリ・アリーシ               | 2R 1:39 KO                         | Cage Warriors: 41                                               | 2011年4月24日  |
| ○    | イアン・ファーカーソン       | 1R 0:43 リアネイキドチョーク       | Into the Cage 1                                                 | 2010年11月20日 |
| ○    | クリス・グレイグ             | 3R 0:46 KO                         | East Coast Fight Factory: Impact 【ECFFミドル級タイトルマッチ】 | 2010年7月1日   |

## 獲得タイトル
- Cage Warriorsミドル級王座（2014年）
- WFSミドル級王座（2015年）
- ECFFミドル級王座（2010年）

## 表彰
- UFC ファイト・オブ・ザ・ナイト（1回）
- UFC パフォーマンス・オブ・ザ・ナイト（1回）